# Phradis pesenkoi
Phradis pesenkoi är en stekelart som beskrevs av Andrey Ivanovich Khalaim 2007. Phradis pesenkoi ingår i släktet Phradis och familjen brokparasitsteklar. Inga underarter finns listade i Catalogue of Life.